# Scherz Ede
Scherz Ede (Pozsony, 1879. – Budapest, 1936. december 13.) a Magyar Rádió első bemondója, író.

## Életpályája
1929-ben az alábbiakat nyilatkozta magáról:

„Pozsonyban születtem, ahol édesapám földbirtokos volt és mikor iskoláimat elvégeztem, egy kis külföldi tanulmányútra indultam. Bejártam Párizst, Nizzát, Monte-Carlo-t, azonban a tanulmányimból csak puszta szórakozás lett. Nyolc hónapig voltam külföldön, százötvenezer aranykoronát vittem magammal és ezt Monte-Carlóban egyetlen éjszaka elvesztettem. Mikor hazulról pénzt kértem, azt felelték, hogy pénzt nem, de revolvert küldenek szívesen, így aztán kénytelen voltam egy krajcár nélkül visszatérni Magyarországra. Kószáltam Pest utcáin, a legkétségbeejtőbb gondok között, amikor véletlenül találkoztam Cholnoky Viktorral. Elmeséltem neki külföldi utam történetét és azt, hogy nem tudok mihez kezdeni, mire azt ajánlotta nekem, hogy tartsak az Urániában geológiai előadást. Persze nekem fogalmam sem volt a geológiáról, de miután készen megírt előadást kellett interpretálnom, ez nagyszerűen sikerült, úgy hogy ettől kezdve mindennap felléptettek és esténként öt koronát kaptam. Ezután alakult meg a Telefonhírmondó, és már bizonyos hírnévre tettem szert „előadásaim“ révén, úgy hogy a Telefon Hírmondó igazgatója felkínálta a konferanszié szerepét. Attól kezdve huszonhárom éven keresztül működtem ott. Öt évvel ezelőtt aztán a Magyar Távirati Iroda megindította a magyar rádió hírszolgálatot és rádió közvetítést, amikor is engem vittek át oda s azóta töltöm be mostani hivatásomat... ”

Vagyonos, pozsonyi dzsentricsaládból származott. Tanulmányait Nagyszombaton, és a pozsonyi reáliskolában folytatta. A gazdasági akadémiát a keszthelyi Georgikonban végezte. Ezután gróf Pálffy János pozsonyi uradalmán, majd a családi birtokon gyakornokoskodott. Katonai pályával is próbálkozott, de a tiszti vizsgán megbukott, így büntetésből egy évvel meghosszabbították boszniai szolgálatát. Továbblépést a házasságától remélt, ehhez apjától megkapta a családi birtokból ráeső részt, és ifjú felesége is százhuszezer korona hozományt kapott. Feleségét itthon hagyva, külföldi tanulmányútra indult, de Monte-Carlóban a teljes vagyonát elveszítette. Visszatért Magyarországra, és az Urániában tartott előadásokon a Magyar Földrajzi Társaság felolvasójaként lett egyre ismertebb. Hivatalt vállalva előbb könyvelőként, majd 1906-tól a Telefon Hírmondónál már konferansziéként, műsorközlőként foglalkoztatták. A rokonszenves, kellemes modorú, szép hangú fiatalember a telefonhírmondó előfizetőinek kedvence lett. Szpíkerként, közel két évtizedes tevékenysége alatt egy új szakmát alapított.
1925-től, a bársonyos, bariton hangú Scherz Edét, már a Magyar Rádió első bemondójaként foglalkoztatták. Három nyelven (magyarul, németül és franciául) konferálta az egyes műsorszámokat, közölte a szereplő művészek és előadók nevét, felolvasta a legújabb híreket, bemondta a pontos időt, és az akkoriban meglehetősen gyakori szüneteket is. A népszerű Scherz bácsi az adás elejétől a végéig minden nap nélkülözhetetlen volt. A rádió hőskorában, jónéhány évig ő nyitotta és ő zárta a műsort. A korabeli beszámolók szerint mindig elegáns volt, és maga volt a megtestesült nyugalom, jótékonyan hatott a körülötte lévő mikrofonláztól szenvedő művészekre is. A legendárium szerint szerette a szép nyakkendőket, a szép nőket és a sört.
A sors kegyetlen fintora, hogy gégéjét és hangszálait megtámadta a betegség. 1930-ban megműtőtték. A lábadozás ideje alatt tréfás könyvet írt A Rádió Humora címmel, mely 1931-ben jelent meg. Sajnálatosan mind gyakrabban berekedt, és hangszálait kimélendő más munkakörbe került, a Rádió könyv- és kottatárának megszervezésében tevékenykedett. Itt dolgozott egész addig, amig állapota olyan rosszra nem fordult, hogy kórházi kezelésre szorult.  

„Meghalt „Scherz bácsi“, a világ legrégibb „bemondója“ - közölték halálhírét az újságok 1936 decemberében.”

 A rákoskeresztúri temetőben helyezték végső nyugalomra.

## Könyve
- Scherz Ede: A rádió humora (Szerzői kiadás, Budapest, 1931)